# Il principe del deserto (miniserie televisiva)
Il principe del deserto è una miniserie televisiva del 1991 diretta da Duccio Tessari. Da questo sceneggiato Duccio Tessari trasse un film unico della durata di 113 minuti uscito nel 1992 intitolato Beyond Justice. Le musiche sono di Ennio Morricone.